# نادي الترابط
نادي الترابط الرياضي هو نادي رياضي فلسطيني من قطاع غزة من المحافظة الوسطى من مدينة دير البلح تأسس عام 1996.
يقع النادي في جنوب مدينة دير البلح عاصمة المحافظة الوسطى تأسس النادي في عام 1996 ويلعب فريق كرة القدم في النادي في الدرجة الثالثة في قطاع غزة.